# Дон Карлос
«Дон Карлос» — «велика» опера на п'ять дій італійського композитора Джузеппе Верді, вперше поставлена у Паризькій опері 11 березня 1867 року. Лібрето французькою мовою написали Каміл де Локле і Жозеф Мері за мотивами однойменної драми Фрідріха Шиллера. Однак основою для однієї з дій (сцена в Фонтебло) послужила інша новела на той же сюжет: «Філіп Другий, король Іспанії» (Philippe II, Roi d'Espagne), автором якої був французький драматург Ежен Кормона.
Повна версія опери з балетом триває близько чотирьох годин і є найтривалішою оперою Верді; за життя композитора і після його смерті з'явилися численні, коротші редакції. За межами Франції опера, як правило, виконується італійською мовою у перекладі де Лозьє.
«Дон Карлос» Верді — п'ята за ліком опера з такою назвою після творів Майкла Коста (1844), Паскуале Бона (1847), Антоніо Буццола (1850) і Вінченцо Москуцца (1862).

## Дійові особи
| Партія | Голос         | Виконання на прем'єрі 11 березня 1867 (Диригент: Франсуа-Жорж Хайнль) | Виконання на прем'єрі другої редакції |
| --- | ------------- | --------------------------------------------------------------------- | ------------------------------------- |
| Філіп II, король Іспанії | Бас           | Луї-Анрі Обен                                                         | Алессандро Сільвестрі                 |
| Його син Дон Карлос | Тенор         | Жан Морер                                                             | Франческо Таманьо                     |
| Родріго, маркіз ді Поза | Баритон       | Жан-Батіст Фор                                                        | Поль Лері                             |
| Великий інквізитор, сліпий старий | Бас           | Жозеф Давид                                                           | Франческо Наварін                     |
| Єлизавета (Ізабелла) Валуа, наречена короля і королева Іспанії | Сопрано       | Марі-Констанс Сасс                                                    | Абігайль Бруски-К'ятті                |
| Принцеса Еболі | Меццо-сопрано | Поліна Гемарі-Лотер                                                   | Джузеппіна Пасква                     |
| Чернець | Бас           | Арман Кастельмарі                                                     | Леопольдо Кромберг                    |
| Тібо, паж Єлизавети | Сопрано       | Леонія Лівіше                                                         | Амелія Гартен                         |
| Голос з небес | Сопрано       |                                                                       |                                       |
| Граф ді Лерма | Тенор         | Гаспар                                                                | Анджело Фьорентіно                    |
| Королівський герольд | Тенор         | Мерман                                                                | Анджело Фьорентіно                    |
| Графиня Аремберг | Без співу     | Домінік                                                               | Анджеліна пірол                       |
| Фламандські депутати, інквізитори, іспанські придворні, народ, пажі, сторожа Пилипа II, ченці, члени інквізиційного суду, солдати, міська влада, депутати іспанських провінцій |               |                                                                       |                                       |

## Сюжет
Дія опери починається у Фонтенбло у 1559 році та закінчується в Мадриді в 1568 році. Сюжет Шиллера про любовний зв'язок Дон Карлоса і Єлизавети Валуа, що проходить на тлі реальних історичних подій — вигаданий і не підтверджується істориками.
Дія починає розгортатися напередодні підписання Като-камбрезійського миру 1559 року, що завершив італійські війни. При підготовці мирного договору іспанські Габсбурги і французькі Валуа вирішили зв'язати дві династії шлюбним союзом. Єлизавета Валуа, дочка Генріха II, заочно заручена з доном Карлосом, її ровесником. Дон Карлос таємно приїжджає до Франції для зустрічі з нареченою; двоє випадково зустрічаються в лісі Фонтенбло. Невдовзі з'являється посол Іспанії, граф ді Лерма, що оголошує несподівану і страшну для закоханих новину — Філіп II розірвав заручини Карлоса і Єлизавети і сам одружиться з нею.
Король здогадується про стосунки сина і дружини і доручає нагляд за Єлизаветою маркізу ді Поза — вірному солдату і другу Карлоса. Принцеса Еболі, ревнуючи дона Карлоса до королеви, клянеться помститися їм і згодом передає королю компрометуючі листи. Сам же дон Карлос захоплений ідеєю порятунку Фландрії, розривається між іспанським пануванням та інквізицією — справа доходить до збройного протистояння королю; ді Поза змушений заарештувати дона Карлоса.
У пошуках ради король звертається до Великого Інквізитора, який підтримує плани короля стратити сина і сам вимагає життя ді Пози. Ді Позу вбиває невідомий стрілець, коли маркіз відвідує дона Карлоса у в'язниці, пропонуючи свій план втечі. За стінами в'язниці Інквізитор втихомирює мадридську чернь, готову до повстання на підтримку дона Карлоса.
У фіналі опери дон Карлос, який втік з в'язниці у Фландрію, зупиняється в монастирі Сан-Джусто, щоб назавжди попрощатися з Єлизаветою: його місія — рятувати народ Фландрії. Утікача наздоганяють король і Інквізитор, але їх зупиняє лише примара короля Карла V. Відкритий фінал опери дає надію на порятунок дона Карлоса. У реальному житті дон Карлос, дійсно заарештований на шляху до Фландрії, помер в ув'язненні незабаром після арешту, 28 липня 1568 року.

## Створення і постановки
Основа опери була написана Верді в 1866 році. Виявивши, що тільки музика до опери буде звучати більше трьох годин, Верді вилучив з партитури два дуети і діалог Єлизавети і Еболі. Ще три фрагменти він видалив, коли стало ясно, що паризька опера закінчується занадто пізно, щоб глядачі з передмість встигли виїхати на останніх поїздах. Таким чином, на паризькій прем'єрі була представлена первісна авторська редакція, виключаючи шість фрагментів, але включаючи балет. Незважаючи на першокласний склад солістів і більше ніж 200 репетицій, публіка прийняла прем'єру холодно і опера витримала тільки 43 вистави. У цей період Верді погодився на подальше скорочення партитури (виключивши сцени повстання), а після його від'їзду з Парижа керівництво театру викинуло ще деякі фрагменти. Таким чином, в 1867 в Парижі йшло три різні редакції «Дона Карлоса» (усі — французькою).
В серпні 1866 року Ашиль де Лозьє підготував італійський переклад лібрето де Локля і Мері. Італійська прем'єра відбулася 27 жовтня 1867 року в Болоньї. Дещо раніше, 4 червня 1867 року, лондонський Королівський театр Ковент-Гарден поставив «Дона Карлоса» італійською, повністю виключивши перший акт і балет і змінивши деякі інші сцени.
У 1872—1873 роках Верді переписав заново раніше видалені сцени дуету Пози і Філіпа, використавши новий італійський текст Антоніо Гісланцоні — це єдиний фрагмент «Дон Карлоса», первісно написаний під лібрето італійською.
У 1882—1884 роках Верді, знаючи про численні самовільні скорочення його опери, заново перекомпонував її матеріал в авторську чотирьохактну редакцію 1884 року (поставлена 10 січня 1884 році в Ла Скала). Нарешті, 29 грудня 1886 року в Модені виконали авторську п'ятиактну «італійську» редакцію.
Протягом першої половини XX століття «Дон Карлоса» ставили рідко. Інтерес до опери був відроджений після постановки в Королівському театрі Ковент-Гарден 1958 року під керівництвом Лукіно Вісконті і Карло Марія Джуліні, що використали п'ятиактну італійську редакцію 1886 року. У 1970 році Ла Скала відродив постановки первісної п'ятиактної французької версії 1866 року.
1917 року опера була вперше поставлена в Росії на сцені Великого театру.
У Київській опері вперше опера ставилася 1985 року.

## Аудіозаписи опери
- 1951 — диригент Фернандо Превіталі, оркестр і хор Римського радіо, Warner Fonit, Італія.
Виконавці: Дон Карлос — Мірт Піккі, Філіп Другий — Нікола Росії-Лемені, Великий Інквізитор — Джуліо Нері, Родріго — Паоло Сільвер, Єлизавета Валуа — Марія Канільо Принцеса Еболі — Ебе Стіньяні.
- 1965 — диригент — Георг Шолто, хор та оркестр театру «Ковент-Гарден», Decca, Велика Британія.
Виконавці: Дон Карлос — Карло Бергонці, Єлизавета — Рената Тебальді, Родріго — Дітріх Фішер-Діскау, Філіп Другий — Ніколай Гяуров, Принцеса Еболі — Грейс Бамбр, Великий інквізитор — Мартті Талвела, Тібо — Джанет Сінклер.
- 1970 — диригент Асен Найдьонов, хор і оркестр Великого театру, СРСР
Виконавці: Дон Карлос — Зураб Анджапарідзе, Єлизавета Валуа — Тамара Мілашкіна, Родріго — Володимир Валайтіс, Філіп Другий — Іван Петров, Принцеса Еболі — Ірина Архіпова, Великий інквізитор — Валерій Ярославцев, Тібо — Марія Звездін.
- 1970 — диригент Карло Марія Джуліні, Амвросіанський оперний хор, оркестр театру «Ковент-Гарден», EMI, Велика Британія.
Виконавці: Дон Карлос — Пласідо Домінго, Єлизавета Валуа — Монсеррат Кабальє, Родріго — Шерил Мілнс, Філіп Другий — Руджеро Раймонді, Принцеса Еболі — Ширлі Веррет, Великий інквізитор — Джованні Фояні, Тебальді — Делла Уолліс, Чернець / Карл П'ятий — Саймон Естес.
- 1971 — диригент Сільвіо Варвізо, хор і оркестр Опери Сан-Франциско, США. [14]
Виконавці: Дон Карлос — Джакомо Арагалл, Єлизавета Валуа — Ганна Томов-Сінтова, Родріго — Вольфганг Брендль, Філіп Другий — Євген Нестеренко, Принцеса Еболі — Лівія Будаї, Великий інквізитор — Стефан Еленки.10 січня 1884 року
(Диригент: Франко Фаччо[4])